# Viaje a otra dimensión
Viaje a otra dimensión es un programa de radio y de televisión que fue transmitido durante 12 años por Radio Capital y Capital TV hasta el año 2020 y que a partir del 2025 es transmitido por RPP; conducido por el ufólogo Anthony Choy. 
El programa cuenta anécdotas de varias personas mediante llamadas, entre las que destacan las de los taxistas.

## Historia
En octubre de 2008 el programa inició a través de Radio Capital.
El 18 de julio de 2010 el programa tuvo una transmisión especial de ocho horas en el distrito de Rimac.
En julio de 2020 se anunció el final del programa tras el cierre de Radio Capital. El 28 de julio se realizó el último programa en la cuenta de Instagram de Choy.

"Han sido 12 años en los cuales pase experiencias muy interesantes que me permitieron responder las cuatro grandes interrogantes de la humanidad: ¿estamos solos en el universo?, ¿están ellos entre nosotros?, ¿qué es lo que pasa después de la muerte?, ¿existe Dios?"
Choy en una entrevista por La República el 27 de julio de 2020.

Tras el final del programa, Choy afirmó que sacaría un libro respecto a los casos que sucedieron en el programa.
El 29 de agosto se emitió el primer capítulo de "No estamos solos" en RPP, donde Choy volvió a hablar de temas de misterio.

## Presentadores
- Anthony Choy (2008-2020; 2025-)